# Adrien Segond
Adrien Joseph Segond (Montluçon, 10 mai 1769-Quimper, 15 janvier 1813), est un officier de marine français.

## Biographie
Il entre dans la marine comme mousse en août 1783 et devient enseigne en avril 1788. Il sert alors dans une campagne de traite négrière en Angola, deux autres du même type en Côte de l'Or, une au Mozambique. Après un voyage commercial au Bengale, il est nommé lieutenant en janvier 1792. 
En 1793, il entra au service de l’État en tant qu'enseigne non entretenu puis est rapidement promu lieutenant de vaisseau. Il commande alors la corvette Éclair de novembre 1793 à mai 1794 en patrouille sur les côtes de Bretagne puis passe en octobre 1794 sur la Tyrannicide à Brest mais, malade, démissionne en septembre 1796. En 1798, il demande sa réintégration et est nommé capitaine de frégate en mai. Commandant de la Fraternité à Brest puis de la Loire (juillet), il porte secours aux troupes en Irlande. 
Du 12 au 18 octobre 1798, il mène cinq combats à des divisions britanniques avant d'être capturé. Libéré en 1800, il commande de juin 1801 à mars 1804 la Comète et prend part aux opérations de Saint-Domingue. 
Capitaine de vaisseau (septembre 1803), commandant de l'Alexandre (avril 1804) dans l'escadre de Brest, il tombe en désaccord avec Ganteaume et Willaumez. Employé à terre, il quitte la marine en 1808 et meurt à Quimper en 1813. 